# Грішний Деві
Грішник Деві (фільм) (англ. Sinful Davey) — британський пригодницький комедійний детектив режисера Джона Г'юстона, знятий за автобіографічною книгою Девіда Хагарта «Життя Девіда Хагарта» ( англ. The Life Of David Haggart).

## Сюжет
Деві Хагарт - сирота, що залишився без батька, коли того стратили за пограбування герцога Аргалійського. Але син вирішує наслідувати свого батька та теж стає розбійником. Одного разу він вчиняє зухвале пограбування та ховається, разом зі своїми подільниками у горах Шотландії. Місцевий констебль попереджає, що він закінчить на шибениці, як і його батько. Хлопцю щастить і він уникає смертної кари, але і не думає зав'язувати з криміналом. І тут в його життя втручається дівчина на ім'я Енні. 

## У ролях
| Актор             | Роль         |
| ----------------- | ------------ |
| Джон Герт         | Деві Хагарт  |
| Памела Франклін   | Енні         |
| Найджел Девенпорт | Річардсон    |
| Рональд Фрейзер   | МакНеб       |
| Фідельма Мерфі    | Джин Карлайл |
| Фіоннула Фленаґан | Пенелопа     |